# Рибас, Себастьян
Себастья́н Се́сар Э́лиос Ри́бас Барба́то (11 марта 1988, Монтевидео) — уругвайский футболист, нападающий клуба «Альбион».

## Биография
Родился 11 марта 1988 в городе Монтевидео. Себастьян Рибас является сыном бывшего главного тренера «Пеньяроля» и «Венеции» Хулио Сесара Рибаса. Себастьян также имеет итальянский паспорт в связи с тем, что его мать родилась в Палермо, Италия.
В начале игровой карьеры выступал за клубы «Хувентуд Лас-Пьедрас» и «Интернационале».
В течение 2007/08 сезона на правах аренды защищал цвета клуба «Специя».
Своей игрой за последнюю команду привлёк внимание представителей тренерского штаба клуба «Дижон», в состав которого присоединился в 2008 году. Сыграл за команду из Дижона следующие три сезона своей игровой карьеры. Большинство времени, проведённого в составе «Дижона», был основным игроком атакующей звена команды. В составе «Дижона» был одним из главных бомбардиров команды, имея среднюю результативность на уровне 0,46 гола за игру первенства. В сезоне 2010/11 с 15 голами он стал лучшим бомбардиром Лиги 2.
В 2011 году заключил контракт с клубом «Дженоа», в составе которого провёл лишь одну игру в рамках розыгрыша кубка Италии.
Начиная с 2012 года его стали сдавать в аренды. Таким образом он успел поиграть за «Спортинг Лиссабон», «Монако», «Барселона Гуаякиль», «Страсбур» и «Картахену», причём за монегасков так и не дебютировал из-за травмы.
3 июля 2016 года Рибас перешёл в мексиканский «Венадос».
В июле 2017 года Рибас перешёл во львовские «Карпаты». Но сыграв лишь четыре матча, ещё до окончания трансферного окна был отдан в аренду «Патронато». В аренде он показал хорошую игру, забив 13 голов в Суперлиге 2018 года и став вторым бомбардиром турнира.
6 июня 2018 года он перешёл в «Ланус» за 550 000 долларов США, Рибас подписал трёхлетний контракт. В июне 2019 года он был отдан в аренду в «Росарио Сентраль», где сыграл 17 матчей и забил три гола.
В июле 2022 года он подписал контракт с «Монтевидео Сити Торке» до декабря 2023 года.